# Список кардиналов, возведённых папой римским Мартином IV
Кардиналы, возведённые Папой римским Мартином IV — 7 прелатов, клириков и мирян были возведены в сан кардинала на одной Консистории за четырёхлетний понтификат Мартина IV.

## Консистория от 12 апреля 1281 года
- Бернар де Лангиссель, архиепископ Арля (кардинал-епископ Порто и Санта-Руфина) (королевство Франция);
- Хью Эвешам, личный врач Его Святейшества (кардинал-священник церкви Сан-Лоренцо-ин-Лучина) (Папская область);
- Жан Шоле, (кардинал-священник церкви Санта-Чечилия) (королевство Франция);
- Жерве Жанколе де Клиншан, архидиакон соборного капитула Парижа, (кардинал-священник церкви Санти-Сильвестро-э-Мартино-ай-Монти) (королевство Франция);
- Конте Казате, архидиакон Милана (кардинал-священник церкви Санти-Марчеллино-э-Пьетро) (Папская область);
- Жоффруа де Бар, декан соборного капитула Парижа, (кардинал-священник церкви Санта-Сусанна) (королевство Франция);
- Бенедетто Каэтани старший, апостольский протонотарий (кардинал-дьякон с титулярной диаконией Сан-Никола-ин-Карчере) (Папская область).